# Чжан Чжэхань
Чжан Чжэхань (кит. трад. 張哲瀚, упр. 张哲瀚, пиньинь Zhāng Zhéhàn; род. 11 мая 1991, Синьюй, Цзянси) — китайский актёр и певец. Первая главная роль, которую он сыграл: Вэй Ин в китайской исторической драме «Легенда о Бан Шу» (2015). Он наиболее известен своими ролями в фильмах «Легенда о Юньси» (2018), «Павильон Жуйи» (2020) и «Далёкие странники» (2021).

## Ранние годы
Чжан Чжэхань родился 11 мая 1991 года в Синьюй, провинции Цзянси, Китай. Окончил Шанхайскую театральную академию.

## Карьера

### 2010—2021: Ранние годы
В 2010 году Чжан дебютировал в романтической драме «Зачем любить тебя». После этого он подписал контракт со студией Юй Чжэна и сыграл главную роль в комедийном веб-сериале «Я без ума от дворца» и его продолжении. Сериал получил небольшую популярность в интернете.
Затем Чжан играл роли второго плана в драмах, поставленных Юй Чжэном, таких как «Дворец 3: Потерянная дочь», «Повесть о героях-кондорах» и «Песнь в облаках». Впервые он получил признание, сыграв роль антагониста в драме «Создатель красоты», а затем сыграл молодого Мэй Чансу в известной исторической драме «Список Ланъя».

### 2021: Бойкот актёра
13 августа 2021 года в интернете появились фотографии, на которых Чжан позирует на фоне цветущих вишнёвых деревьев возле японского храма Ясукуни в 2018 году, а также на свадебной церемонии в храме Ноги в 2019 году. Святыни вызывают споры в Китае из-за того, что они чтят имперских японских военных офицеров, вторгшихся в Китай. На свадебном мероприятии Чжан также сфотографировался с Деви Сукарно (женой первого президента Индонезии Сукарно), которую пользователи Weibo ошибочно назвали «правым антикитайским политиком». Фотографии вызвали возмущение среди китайских пользователей сети. Чжан принёс извинения, заявив: «Сегодня я глубоко извиняюсь за своё прошлое невежество, свой позор и особенно за моё прежнее неподобающее поведение. Я был на свадьбе друга в Японии. Это моя ошибка из-за незнания предыстории места проведения свадьбы и политической подоплёки других гостей свадьбы. Когда я много путешествовал, мне нравилось небрежно фотографировать. Из-за непонимания местной архитектуры и истории, а также небрежного отношения к содержанию при фотографировании, мои действия серьёзно задели чувства соотечественников. Я также искренне извиняюсь, мне очень жаль». В ответ издание «Жэньминь жибао» заявило: «Незнание истории и незнание страданий нации недопустимо для общественного деятеля».
Китайская ассоциация исполнительских искусств (КАИИ), добровольное объединение, состоящее из управляющих компаний и представителей индустрии развлечений, призвала бойкотировать Чжана из-за скандальных фотографий. Многочисленные брендs прекратили сотрудничество с Чжаном. Команды его предстоящих фильмы и телешоу также прекратили с ним связь. Tencent Video, Youku, iQIYI и Mango TV добровольно удалили его работы со своих потоковых платформ в Китае, а сцены с Чжаном в фильме «1921» были заменены на сцены с другим актером. Sina Weibo закрыл страницу актёра, а его личные и студийные учётные записи были удалены с Douyin, Douban и других китайских сайтов. QQ Music и NetEase Music удалили песни Чжана со своих музыкальных платформ.
Ли Сюэчжэн, заместитель председателя Китайской ассоциации телевизионных артистов и директор телецентра «Золотой щит», поставил под сомнение полномочия Китайской ассоциации исполнительских искусств (КАИИ) выпускать чёрный список артистов, в который вошёл и Чжан. Ли заявил, что Чжан не был внесён в чёрный список Национальным управлением радио и телевидения или Министерством культуры и туризма, которые, как утверждает Ли, являются единственными органами власти, способными заносить в чёрный список людей из индустрии. Согласно китайским правилам, издание «объявления о бойкоте» не входит в сферу деятельности КАИИ. Он поинтересовался, кто составлял список, какие критерии использовались и имеет ли КАИИ юридическое право налагать санкции на китайских онлайн-лидеров мнений и исполнителей. Ли сказал, что готов помочь Чжану подать иск против КАИИ, поскольку считает, что Чжан не нарушал никаких законов, чтобы подвергнуть его цензуре. Позже, 1 января 2022 года, Ли опубликовал 10-минутное интервью с Чжаном на своей странице в Weibo, что стало первым разом, когда Чжан появился на публичной платформе с августа 2021 года. Во время интервью Чжан Чжэхань рассказал, что он не входил и не посещал храм Ясукуни, и выразил готовность подвергнуться расследованию. Он также заявил: «И моя мать, и я впали в состояние паники. Я не решался выйти на улицу и даже начал сомневаться в себе. Я был очень патриотичен, но вдруг, после инцидента, люди называют меня предателем. Мою маму даже называли любовницей японца и оскорбляли папу, который на самом деле скончался в 2016 году. Я живу в страхе и не смею выходить на улицу». Утверждения о том, что Чжан посетил японский храм Ясукуни и сфотографировался с антикитайским политиком с большой вероятностью были сфабрикованы. В декабре 2021 года Чжан подал заявление в полицию по поводу клеветы в интернете.

### 2022 — настоящее время: Возвращение к общественной жизни, музыкальные релизы
В апреле 2022 года Чжан вернулся в социальные сети и опубликовал в своём аккаунте в Instagram рукописное письмо, в котором поблагодарил своих сторонников и просил тех, кто читает его письмо, не причинять вреда его семье и друзьям. Он также написал, что он и «ещё одна звезда „Далёких странников“ не контактировали с июня 2021 года». В последующем видео он заявил, что этот бывший коллега без разрешения использовал элементы, связанные с Чжаном, в своих рекламных материалах. Это видео и последующие сообщения заставили ряд онлайн-фанатов пожаловаться на его аккаунт как на фейковый из-за уверенности в том, что два актёра тайно состояли в однополых романтических отношениях, несмотря на его разъяснения. В то время как Чжан прямо не указал имя актёра, газеты написали, что в его сообщениях упоминается маркетинговая команда его коллеги по фильму Гун Цзюня. В том же видео Чжан заявил, что внешние источники «тратят много денег на создание слухов о политическом статусе патриотически настроенного гражданина, редактируют страницы Baidu, работают с влиятельными людьми и используют нетизенов для влияния на СМИ».
В декабре 2022 года Чжан Чжэхань вернулся после года бойкота с двумя синглами «Melancholy Sunshine» и «Knight Errant», оба из которых заняли первое место в мировых музыкальных чартах iTunes. Автором текстов и композитором для «Melancholy Sunshine» был малазийский автор песен Кеон Чиа, а Чжан Чжэхан помог написать текст для «Knight Errant». Оба сингла входят в альбом Deep Blue. 14 января 2023 года на различных платформах был выпущен третий сингл «Journey» из альбома Deep Blue, который написал и сочинил Чжан. Песня транслировалась на тайваньском радио HIT FM и канадском радио Fairchild с 28 по 30 декабря 2022 года. 26 января 2023 года на различных платформах был выпущен четвёртый сингл «Primordial Theater», также написанный Чжаном. Пятый сингл «Lost Glacier» был выпущен 14 февраля 2023 года. Песня также транслировалась на тайваньском радио HIT FM и канадском радио Fairchild с 8 по 10 февраля 2023 года. Премьера шестого сингла «Magnificent Life» состоялась на YouTube 17 марта 2023 года, а на различных платформах песня была выпущена в полночь 18 марта 2023 года.

## Фильмография

### Фильмы
| Год  | Название                             | Оригинальное название | Роль              | Примечания                                                                         |
| ---- | ------------------------------------ | --------------------- | ----------------- | ---------------------------------------------------------------------------------- |
| 2011 | Упущенный момент. Неизменная красота | 逆时·恒美             | Сяо Чжи           | [ 49 ]                                                                             |
| 2011 | Любовь к надежде                     | 爱缤纷                | Цзоу Сян          | [ 50 ]                                                                             |
| 2012 | Создавая во имя мечты                | 为渴望而创            | А Лэ              |                                                                                    |
| 2012 | Призрачная любовь                    | 诡爱                  | Ли Мин Ян         | [ 51 ]                                                                             |
| 2019 | Храбрецы                             | 烈火英雄              | Чжэн Чжи          | Также известен как «Герои огня»;                                                   |
| 2019 | Мои братья и сестры                  | 我的兄弟姐妹          |                   |                                                                                    |
| 2019 | Брат                                 | 哥                    | Ван Юэ            | Короткометражный фильм режиссёра Чжао Вэй для шоу «Everybody Stand By» (1-й сезон) |
| 2019 | Чанг Дао Бин Ча                      |                       | Сяо Фэй           | Короткометражный фильм режиссёра Чжао Вэй для шоу «Everybody Stand By» (1-й сезон) |
| 2019 | Ми Фэнг                              |                       | Сяо Фэй           | Короткометражный фильм режиссёра Чжао Вэй для шоу «Everybody Stand By» (1-й сезон) |
| 2019 | Маска                                | 面具                  | Сяо Фэй / Сюэ Шао | Короткометражный фильм режиссёра Чжао Вэй для шоу «Everybody Stand By» (1-й сезон) |
| 2021 | 1921                                 | 萧子升                | Сяо Цзышэн        | После скандала сцены с ним были пересняты                                          |
| TBA  | Команда миротворцев                  | 维和防暴队            |                   | Контракт аннулирован после скандала 2021 года                                      |

### Телесериалы
| Год  | Название                        | Оригинальное название | Роль                 | Сеть                                       | Примечания                                             |
| ---- | ------------------------------- | --------------------- | -------------------- | ------------------------------------------ | ------------------------------------------------------ |
| 2010 | Зачем любить тебя               | 怎么会爱上你          | Си Янси              | Youku, LeTV                                | [ 53 ]                                                 |
| 2013 | Дворец. Я помешан на дворце     | 我为宫狂              | Сио Хао              | Tencent                                    | Также известен как «Дворцовые интриги»;                |
| 2014 | Дворец 3: Потерянная дочь       | 宫锁连城              | Сун Хели             | Hunan TV                                   | [ 54 ]                                                 |
| 2014 | Решительный великий учитель     | 犀利仁师              | Джин Ренбин          | Dragon TV, Zhejiang TV, iQIYI              | [ 55 ]                                                 |
| 2014 | Создатель красоты               | 美人制造              | Пэй Юншин            | Hunan TV                                   | Также известен как «Школа косметологии»;               |
| 2014 | Повесть о героях-Кондорах       | 神雕侠侣              | Йи Лучи              | Hunan TV                                   | [ 57 ]                                                 |
| 2014 | Дворец. Я помешан на дворце 2   | 我为宫狂2             | Сяо Хао              | Tencent                                    | Также известен как «Дворцовые интриги 2»;              |
| 2015 | Песнь в облаках                 | 大汉情缘之云中歌      | Лю Сю                | Hunan TV, Youku, iQIYI                     | [ 58 ]                                                 |
| 2015 | Список Ланъя                    | 琅琊榜                | Лин Шу (в молодости) | Beijing TV, Dragon TV, Tencent, iQIYI      | [ 59 ]                                                 |
| 2015 | Легенда Бань Шу                 | 班淑传奇              | Вэй Йинг             | Youku                                      | [ 60 ]                                                 |
| 2016 | Герой аниме                     | 动漫英雄              | Жэн Вэй              | Sohu TV                                    | [ 61 ]                                                 |
| 2016 | Расшифровщик                    | 解密                  | Хан Бин              | Hunan TV, Tencent, iQIYI                   | [ 62 ]                                                 |
| 2016 | Девушка-демон                   | 半妖倾城              | Мин Ся               | Mango TV                                   | [ 63 ]                                                 |
| 2016 | Счастливый сыщик                | 欢喜密探              | Даян Сяоэр           | Youku                                      | Камео                                                  |
| 2016 | Утерянные воспоминания          | 美人为馅              | (Парень во сне)      | iQiyi                                      | Камео                                                  |
| 2016 | Девушка-демон 2                 | 半妖倾城II            | Мин Ся               | Mango TV                                   | [ 64 ]                                                 |
| 2017 | Над облаками                    | 云巅之上              | Ки Луо               | iQiyi                                      | [ 65 ]                                                 |
| 2018 | Легенда о Юньси                 | 芸汐传                | Лонг Фэйи            | iQiyi                                      | [ 66 ]                                                 |
| 2020 | Все хотят с тобой познакомиться | 谁都渴望遇见你        | Жань Мин             | iQiyi                                      | Также известен как «Каждый хочет встретиться с тобой»; |
| 2020 | Цветочный павильон Жуи          | 如意芳霏              | Сю Джин              | iQiyi                                      | [ 68 ]                                                 |
| 2021 | Далёкие странники               | 山河令                | Чжоу Цзышу           | Youku                                      | [ 69 ]                                                 |
| TBA  | Любовь со второго взгляда       | 一见不倾心            | Ян Джинйи            | Производство приостановлено из-за скандала | Производство приостановлено из-за скандала             |
| TBA  | Город времени                   | 爱雨满森林            | Гу Цзи Джун          | Производство приостановлено из-за скандала | Производство приостановлено из-за скандала             |
| TBA  | Чжао Гэ                         | 朝歌                  | Джи Фа               | Производство приостановлено из-за скандала | Производство приостановлено из-за скандала             |
| TBA  | Ретро детектив                  | 复古神探              | Хуан Вэйпин          | Производство приостановлено из-за скандала | Производство приостановлено из-за скандала             |

## Дискография

### Альбомы
| Год  | английское название | Китайское название | Трек-лист                                                              | Примечания                                             |
| ---- | ------------------- | ------------------ | ---------------------------------------------------------------------- | ------------------------------------------------------ |
| 2019 | «Light»             | 光                 | 1. Light (光) 2. Turn Around (转身) 3. The Rain in Shanghai (上海的雨) | Слова: Чжан Чжэ Хань Слова: Чжан Чжэ Хань              |
| 2020 | «Another Me»        | 我遇见我           | 1. Another Me (我遇见我) 2. Deal (说好了) 3. Silent (不说)             | Слова: Чжан Чжэ Хань и Ян Мо Хань Слова: Чжан Чжэ Хань |

### Синглы
| Год  | Английское название                | Китайское название | Альбом                                                                      | Примечания/См.                                                                           |
| ---- | ---------------------------------- | ------------------ | --------------------------------------------------------------------------- | ---------------------------------------------------------------------------------------- |
| 2013 | «Women’s Heart»                    | 女人心             | Без ума от дворца OST                                                       |                                                                                          |
| 2015 | «Graceful»                         | 惊鸿               | Легенда о Бан Шу OST                                                        |                                                                                          |
| 2017 | «Invincible»                       | 天下无敌           | Над облаками OST                                                            | С Исой Ю                                                                                 |
| 2018 | «Sighs of Yunxi»                   | 叹雲兮             | Легенда о Юньси OST                                                         | Бонусный саундтрек (соло)                                                                |
| 2018 | «Sighs of Yunxi»                   | 叹雲兮             | Легенда о Юньси OST                                                         | С Джу Цзинъи                                                                             |
| 2019 | «Starry Sea»                       | 星辰大海           | Non-album single                                                            | Для проекта молодых актёров китайского киноканала с 31 другим актёром                    |
| 2020 | «Singing on a Clear Sky»           | 在晴朗的日子裡歌唱 | Неальбомный сингл                                                           | С Мэн Хуэйюанем, Рэ Се, Чен Иханем, Цзян Минси, Соусом, Цзюнь Шэном, Джаз Мэй и Лео      |
| 2020 | «Kung Fu»                          | 功夫               | Неальбомный сингл                                                           |                                                                                          |
| 2021 | «Faraway Wanderers»                | 天涯客             | Слово чести OST                                                             | С Гун Цзюнем                                                                             |
| 2021 | «Lonely Dream»                     | 孤梦               | Слово чести OST                                                             |                                                                                          |
| 2021 | «Heart Towards the Sun»            | 心若向阳           | Неальбомный сингл                                                           |                                                                                          |
| 2021 | «Untitled»                         | 无题               | Тематический концерт Word of Honor : концертный альбом Born to be Soulmates |                                                                                          |
| 2021 | «Lonely Dream»                     | 孤梦               | Тематический концерт Word of Honor : концертный альбом Born to be Soulmates |                                                                                          |
| 2021 | «Ask Heaven»                       | 天问               | Тематический концерт Word of Honor : концертный альбом Born to be Soulmates | С Гун Цзюнем                                                                             |
| 2021 | «Faraway Wanderers»                | 天涯客             | Тематический концерт Word of Honor : концертный альбом Born to be Soulmates | С Гун Цзюнем                                                                             |
| 2021 | «Объемный»                         | 環繞               | Неальбомный сингл                                                           | Выпущен 8 мая 2021 года как сингл, посвященный 30-летию Чжан Чжэхана.                    |
| 2021 | «Колесо обозрения — дурак»         | 摩天轮是傻瓜       | День, когда мы зажгли небо OST                                              | С Curley G                                                                               |
| 2021 | «Спой народную песню на вечеринку» | 唱支山歌给党听     | Неальбомный сингл                                                           | Специальный сингл, посвященный 100-летию со дня основания Коммунистической партии Китая. |
| 2021 | 1921 г.                            |                    | Фильм 1921 года OST                                                         | С более чем 60 актёрами, которые появились в фильме 1921 года.                           |
| 2021 | «Красная лодка»                    | 红船               | Красная лодка OST                                                           |                                                                                          |